# وینیفرد وستوور
وینیفِرد وِستووِر (انگلیسی: Winifred Westover؛ ۹ نوامبر ۱۸۹۹ – ۱۹ مارس ۱۹۷۸) یک هنرپیشه اهل ایالات متحده آمریکا بود. او به‌طور مشخص در فیلم‌ها در نقش «دخترک ساده» ظاهر می‌شد و همیشه نقشِ مقابلِ هنرپیشهٔ اول مرد تنومند را بازی می‌کرد.

## بخشی از فیلمشناسی

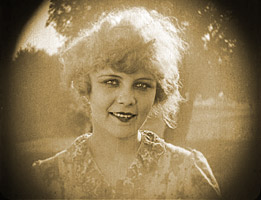
وینیفرد وستوور در صحنه‌ای از فیلم «عشق» (۱۹۱۹)

از فیلم‌ها یا برنامه‌های تلویزیونی که وی در آن نقش داشته‌است می‌توان به آثار زیر اشاره کرد.
- تعصب (۱۹۱۶)
- عشق (۱۹۱۹)